# Wielka Krokiew
Wielka Krokiew is een skischans in het Poolse Zakopane.

## Geschiedenis
De schans werd in 1925 gebouwd. De wereldkampioenschappen noords skiën 1929 vonden hier plaats, net als het WK 1939 en het WK 1962. Vanaf 1980 worden er ook regelmatig wereldbekerwedstrijden georganiseerd. 
Op 6 juni 1997 werd er in het bijhorende skistadion een mis gecelebreerd door paus Johannes Paulus II.